# Брок (остров)
Остров Брок (на английски: Brock Island) е 47-ият по големина остров в Канадския арктичен архипелаг. Площта му е 764 км2, която му отрежда 58-о място сред островите на Канада. Административно островът принадлежи към канадските Северозападни територии. Необитаем.
Островът се намира в най-северозападната част на архипелага. На 6 км на югоизток от него отстои остров Макензи Кинг, на 34 км на североизток, през протока Уилкинс – остров Борден, а на 47 км на югозапад (протока Балантайн) – големия остров Принц Патрик. В протока Балантайн са пръснати малката група острови Полиния.
Остров Брок има почти правоъгълна форма с дължина от северозапад на югоизток 37 км и ширина от югозапад на североизток 22 км. Бреговата линия с дължина 174 км, с изключение на североизточното крайбрежие е слабо разчленена без характерните за повечето острови заливи, фиорди и полуострови.
Релефът е платовиден със средна надморска височина от 20 до 40 м. Максимална височина 67 м в югоизточната част. За разлика от повечето острови в Канадския арктичен архипелаг на Брок няма езера, но през краткото едномесечно арктическо лято от платото към съседните брегове са спускат къси и буйни рекички и потоци.
На 19 юни 1915 канадският полярен изследовател Вилялмур Стефансон открива югозападното крайбрежие на острова и го назовава Борден, на името на тогавашния (1911 – 1920) премиер-министър на Канада Робърт Борден (1854 – 1937). Чак през 1947 канадски изследователи установяват, че открития от Стефансон остров се състои от три отделни острова, на които дават имената Брок на запад, Борден на север и Макензи Кинг на юг, като най-малкия от тях Брок кръщават в чест на Реджиналд Уолтър Брок (1874 – 1935) директор на службата за геоложки проучвания на Канада в периода 1920 – 1935 г.
|  | Тази страница частично или изцяло представлява превод на страницата „Брок (остров)“ в Уикипедия на руски. Оригиналният текст, както и този превод, са защитени от Лиценза „Криейтив Комънс – Признание – Споделяне на споделеното“, а за съдържание, създадено преди юни 2009 година – от Лиценза за свободна документация на ГНУ. Прегледайте историята на редакциите на оригиналната страница, както и на преводната страница, за да видите списъка на съавторите. ВАЖНО: Този шаблон се отнася единствено до авторските права върху съдържанието на статията. Добавянето му не отменя изискването да се посочват конкретни източници на твърденията, които да бъдат благонадеждни. |